# Нріпакама II
Нріпакама II (каннада ನೃಪಕಾಮ; д/н– 1047) — 1-й пермаді Держави Хойсалів в 1026—1047 роках.

## Життєпис
Походив з роду спадкових намісників. Син Мунди, гандаваді (намісника) Малепоралі. Отримав владу у 1026 році. Невдовзі зберігаючи вірність Західним Чалук'ям та користуючись кризою на південному заході Індостану, внаслідок занепаду Західних Гангів зумів домогтися визнання визнання окремості свого князівства, прийнявши монархічний титул пермаді (його значення є дискусійним). Столицею стало місто Белпур (сучасний Белур, західніше Бангалора).
Брав участь у військових кампаніях своїх сюзеренів проти держави Чола. До кінцяпанування зумів поширити владу на регіон Малнад (в Західних Гатах). Помер близько 1047 року. Йому спадкував син Вінаядітья.